# کلیسای سنت آگوستین

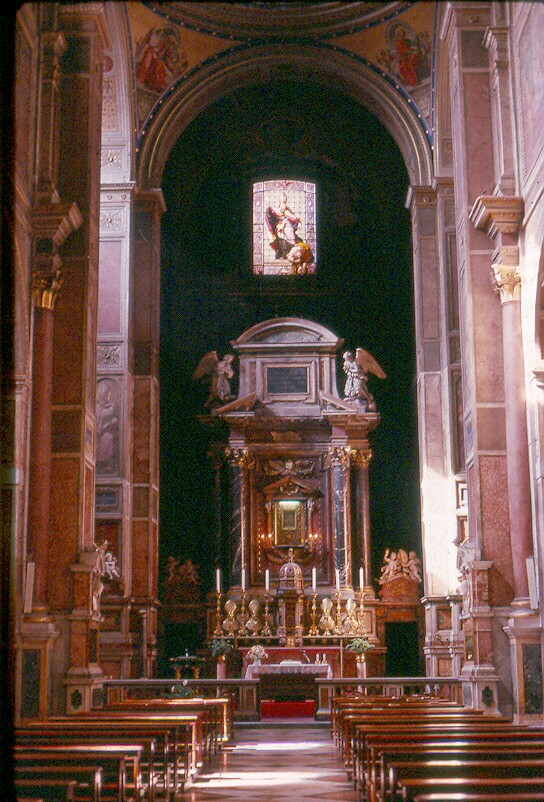
فضای داخلی S. Agostino، رم، با شبستان و محراب عالی

کلیسای سنت آگوستین در کامپو مارتزیو (ایتالیایی: Basilica di Sant'Agostino in Campo Marzio ; لاتین: Basilica Sancti Augustini in Campo Martio)، که با نام کلیسای سنت آگوستین و در محلی به عنوان سنت آگوستینو شناخته می‌شود، یک کلیسای کوچک کاتولیک رومی است که به سنت آگوستین در رم، ایتالیا تقدیم شده‌است.

## اثر هنری

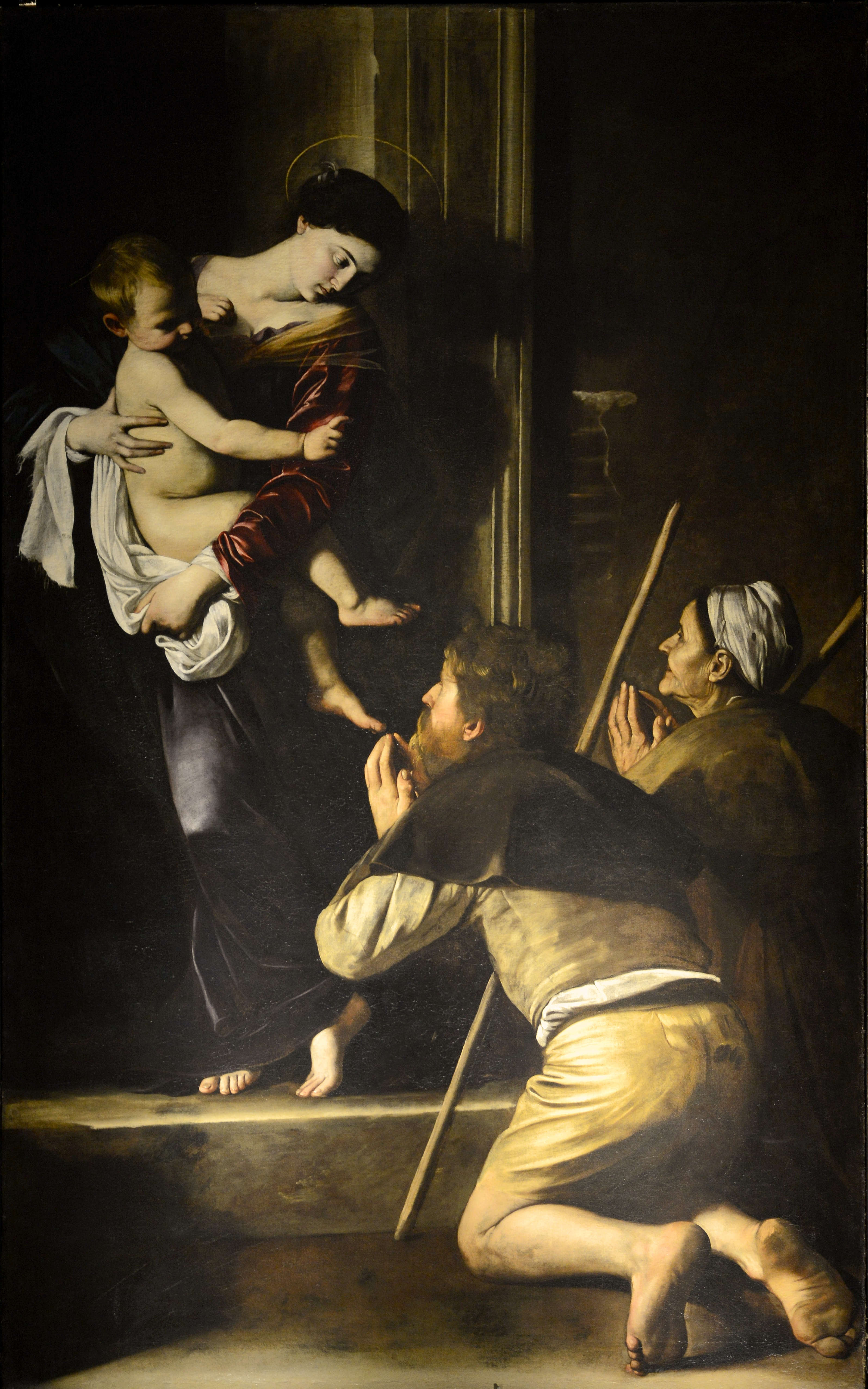
مدونا دی لورتو اثر کاراواجو

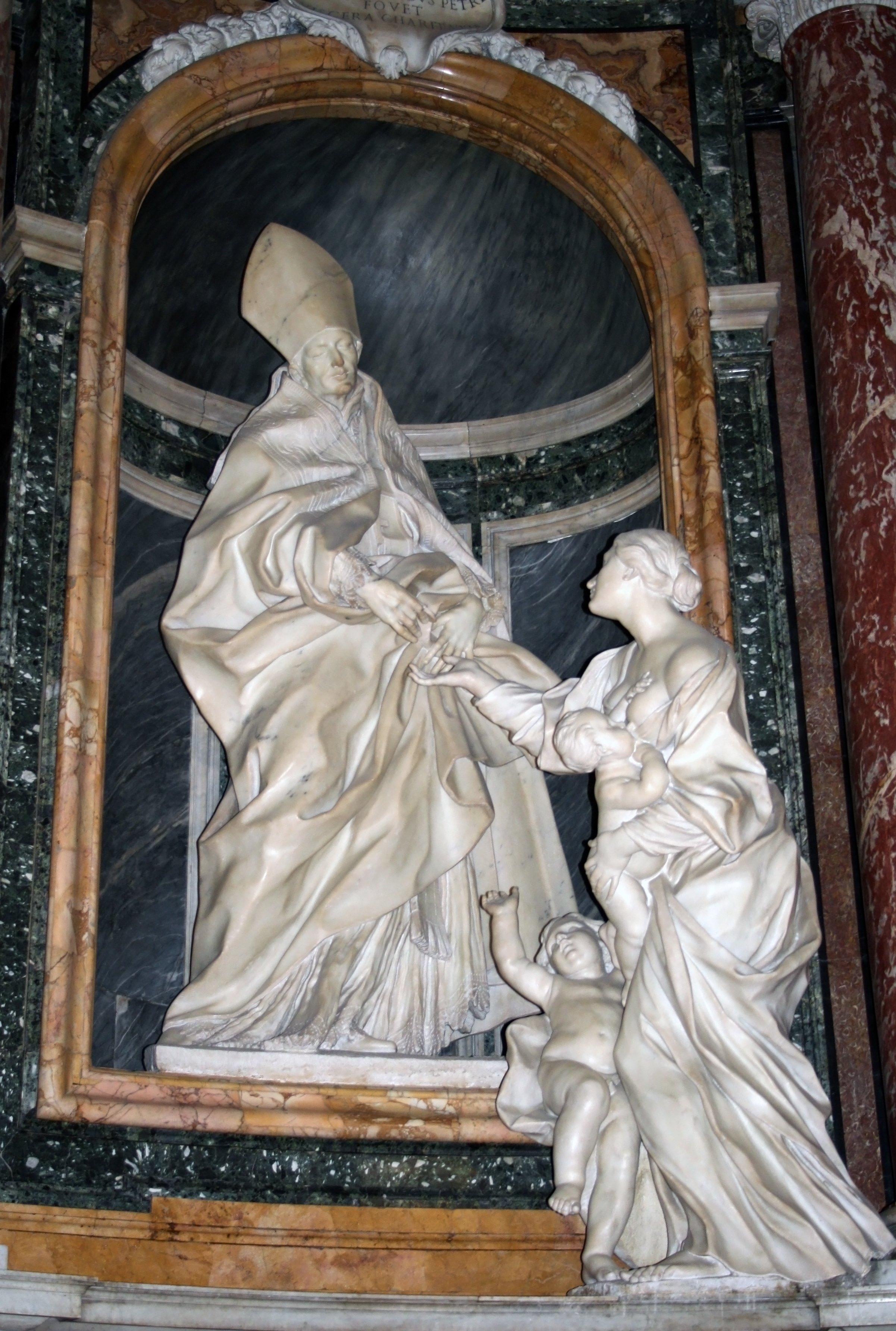
سنت توماس ویلانوا در حال توزیع صدقه توسط کافا
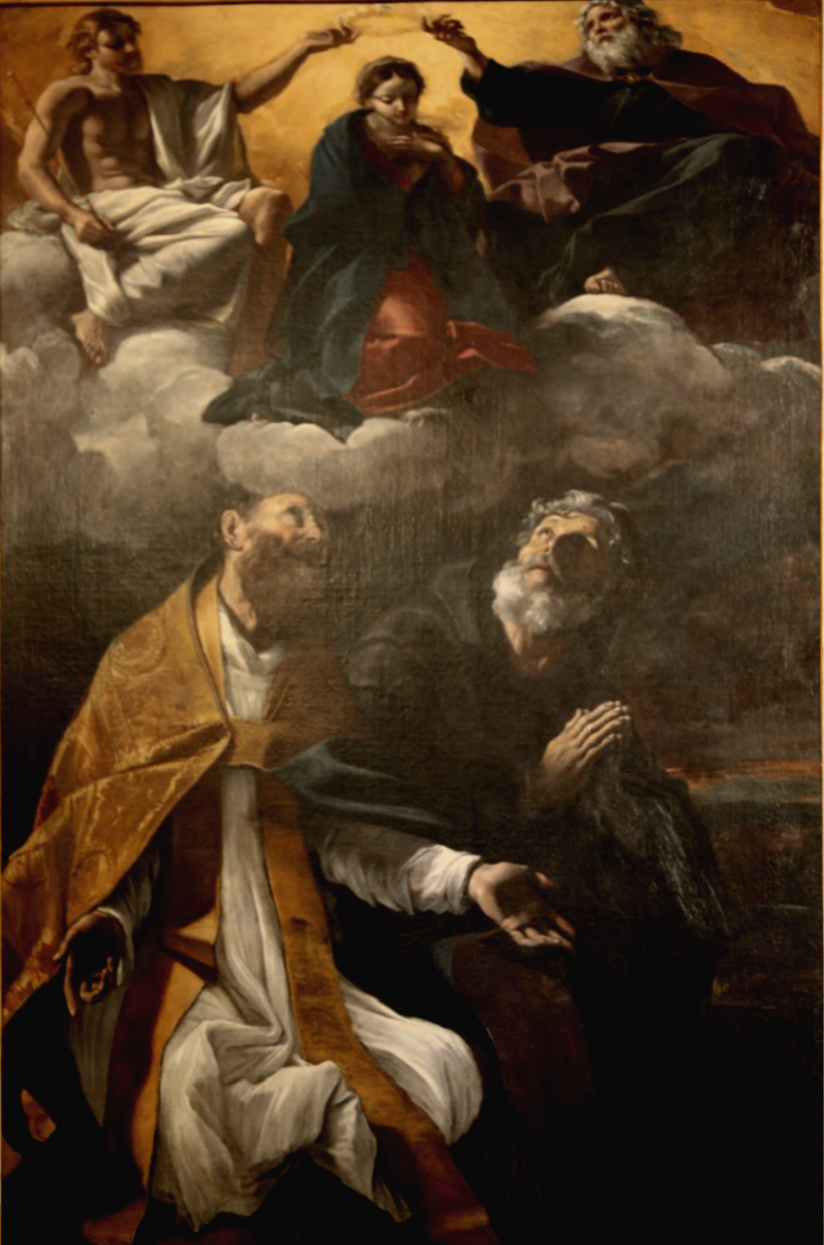
تاج گذاری باکره با مقدسین آگوستین و ویلیام توسط لانفرانکو
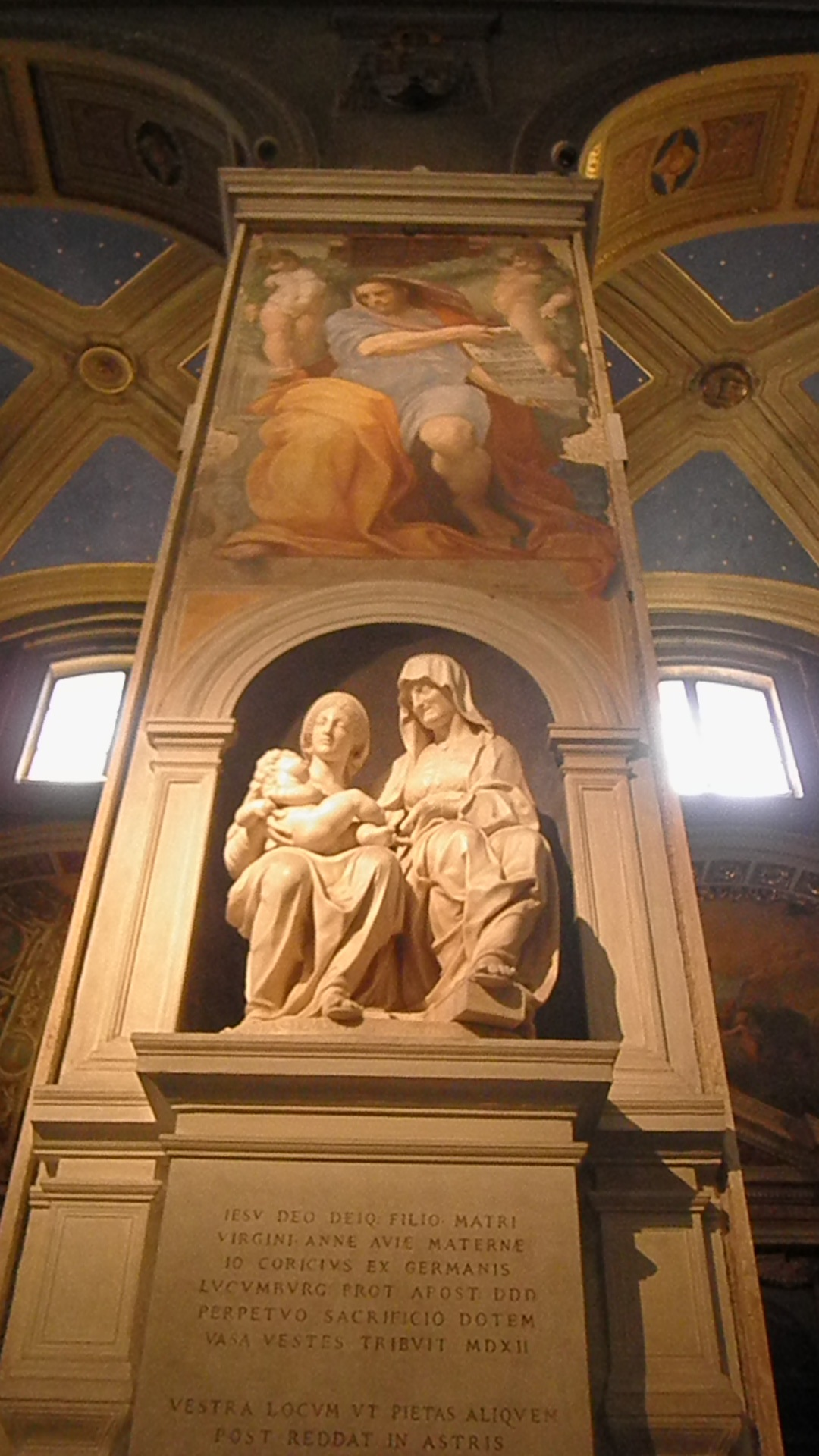
در زیر مجسمه سنت آنا و ویرجین اثر سانسوینو است که روی ستون نقاشی شده، اشعیا توسط رافائل است که توسط ولترا بازسازی شده‌است.